# Universität Bukarest
Die Universität Bukarest (rumänisch Universitatea din București) wurde 1694 durch Constantin Brâncoveanu als die Akademie des Heiligen Sava (Bukarest) gegründet, mit anfänglich griechischsprachigem Theologie- und Philosophieunterricht; Alexandru Ipsilanti erweiterte die Vorlesungen 1776 auf Latein, Französisch und Italienisch. Im 19. Jahrhundert wurde die Hochschule um die Fakultäten Medizin, Pharmazie, Rechtswissenschaften, Naturwissenschaften und Literatur erweitert. Die Universität ist heute eine staatliche Universität mit über 30.000 Studenten, 1.477 Professoren und 19 Fakultäten. Ihr Hauptgebäude befindet sich am Universitätsplatz (Piața Universității) im Zentrum der Stadt. Rektor der Universität ist Mircea Dumitru.

## Restaurierung des Universitätsgebäudes

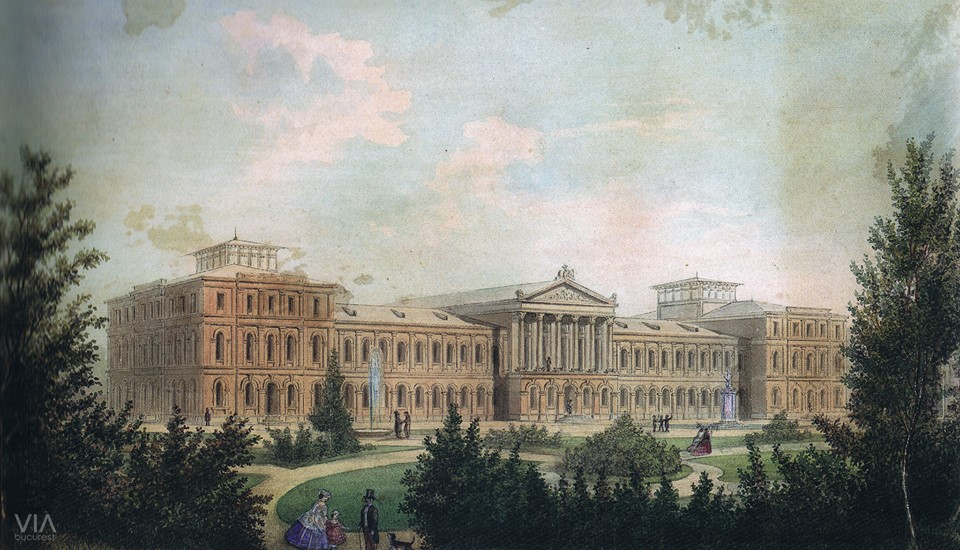
Das Hauptgebäude der Universität Bukarest im Jahr 1857, entworfen von Alexandru Orăscu

Im Juni 2020 genehmigte die rumänische Regierung ein umfangreiches Projekt zur Konsolidierung und Restaurierung des historischen Universitätsgebäudes am Bulevardul Regina Elisabeta. Nach einer Planungsphase wurde im März 2022 ein Vertrag mit der Nationalen Investitionsgesellschaft unterzeichnet, und die Bauarbeiten begannen im Januar 2023. Das Projekt umfasst die strukturelle Verstärkung des gesamten Gebäudes, die Restaurierung der Fassaden und historischen Dekorationen, die Erneuerung des Daches sowie die Einrichtung eines Museumsraums für archäologische Funde im Innenhof. Zudem wird ein modernes architektonisches Beleuchtungssystem installiert. Die Investition beläuft sich auf über 300 Millionen Lei und soll innerhalb von 66 Monaten abgeschlossen sein.

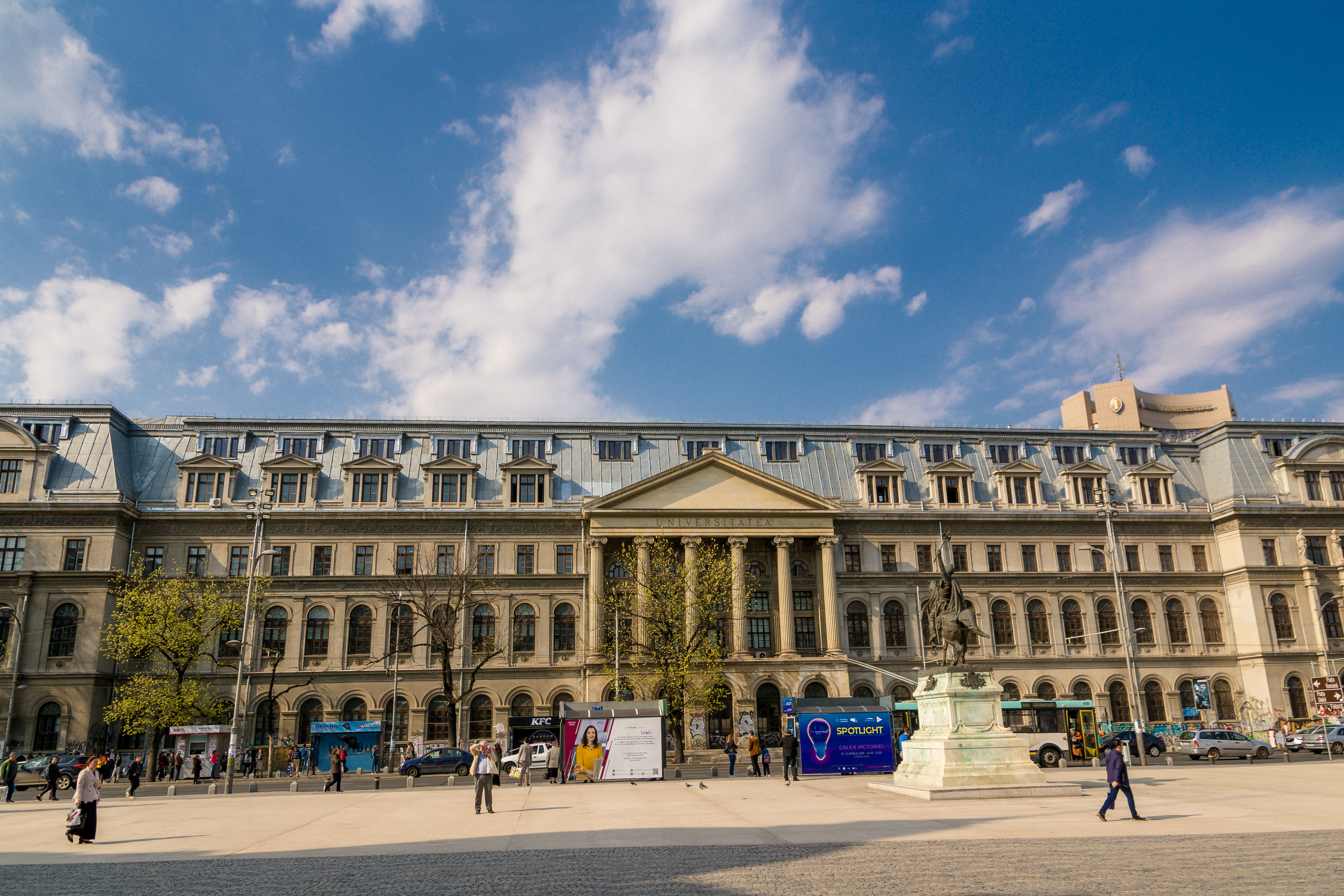
Neoklassizistisches Hauptgebäude

## Fakultäten
- Fakultät für Biologie
- Fakultät für Chemie
- Fakultät für Rechtswissenschaften
- Fakultät für Philosophie
- Fakultät für Physik
- Fakultät für Geographie
- Fakultät für Geologie und Geophysik
- Fakultät für Geschichte
- Fakultät für Journalismus und Kommunikationswissenschaften
- Fakultät für Literatur
- Fakultät für Mathematik und Informatik
- Fakultät für Fremdsprachen und ausländische Literatur
- Fakultät für Politikwissenschaften
- Fakultät für Sozialwissenschaften
- Fakultät für Psychologie und Pädagogik
- Fakultät für Baptistische Theologie
- Fakultät für Christliche Theologie#Orthodoxe Theologie
- Fakultät für Katholische Theologie
- Fakultät für Verwaltung und Geschäftsführung

## Studenten
- Georgi Stranski (1847–1904), bulgarischer Politiker und Außenminister
- Vasile Pârvan (1882–1927), rumänischer Althistoriker, Archäologe, Epigraphiker und Essayist.
- Dumitru Tudor (1908–1982), rumänischer Archäologe, Epigraphiker, Althistoriker, Numismatiker und Hochschullehrer
- Eugène Ionesco (1909–1994), rumänisch-französischer Dramatiker der Nachkriegszeit
- Leonid Dimov (1926–1987), rumänischer Schriftsteller
- Mihai Nadin (* 1938), rumänischer Informatiker
- Lucian Boia (* 1944), rumänischer Historiker
- Ioan Moisin (1947–2017), rumänischer Erfinder, Politiker und Publizist
- Andrei Pippidi (* 1948), rumänischer Historiker
- Dan Voiculescu (* 1949), rumänisch-amerikanischer Mathematiker
- Arben Ahmetaj (* 1969), albanischer Politiker und Minister
- Dan Adrian Bălănescu (* 1974), rumänischer Diplomat
- Adriana Pálffy-Buß (* vor 1993), rumänische theoretische Physikerin

## Gebäude

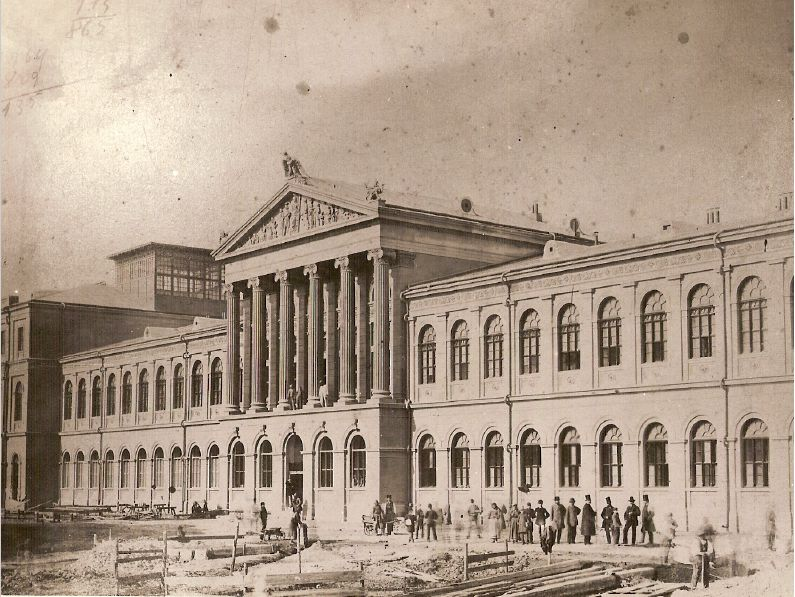
Hauptgebäude in 1864
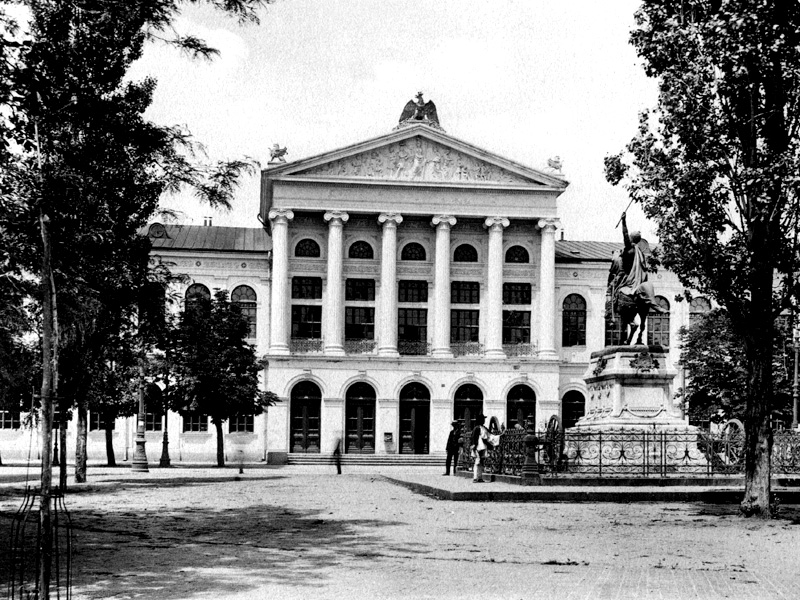
Hauptgebäude zu Beginn des 20. Jahrhunderts
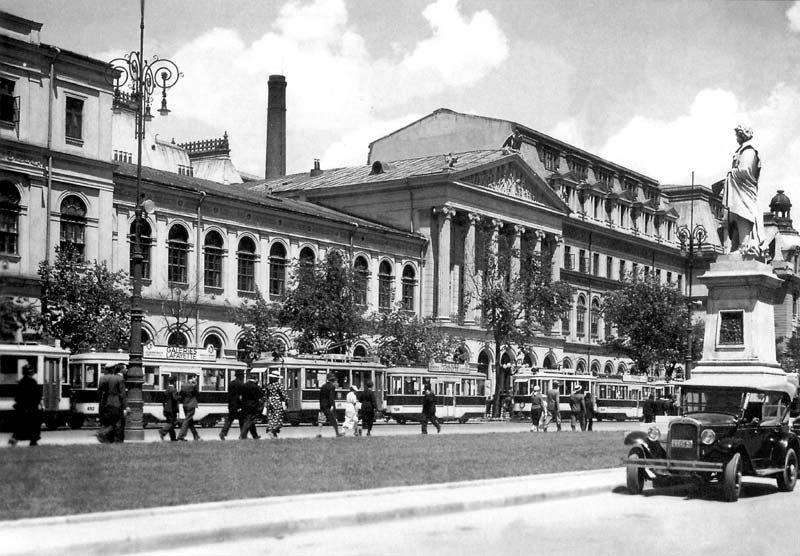
Hauptgebäude in der Zwischenkriegszeit
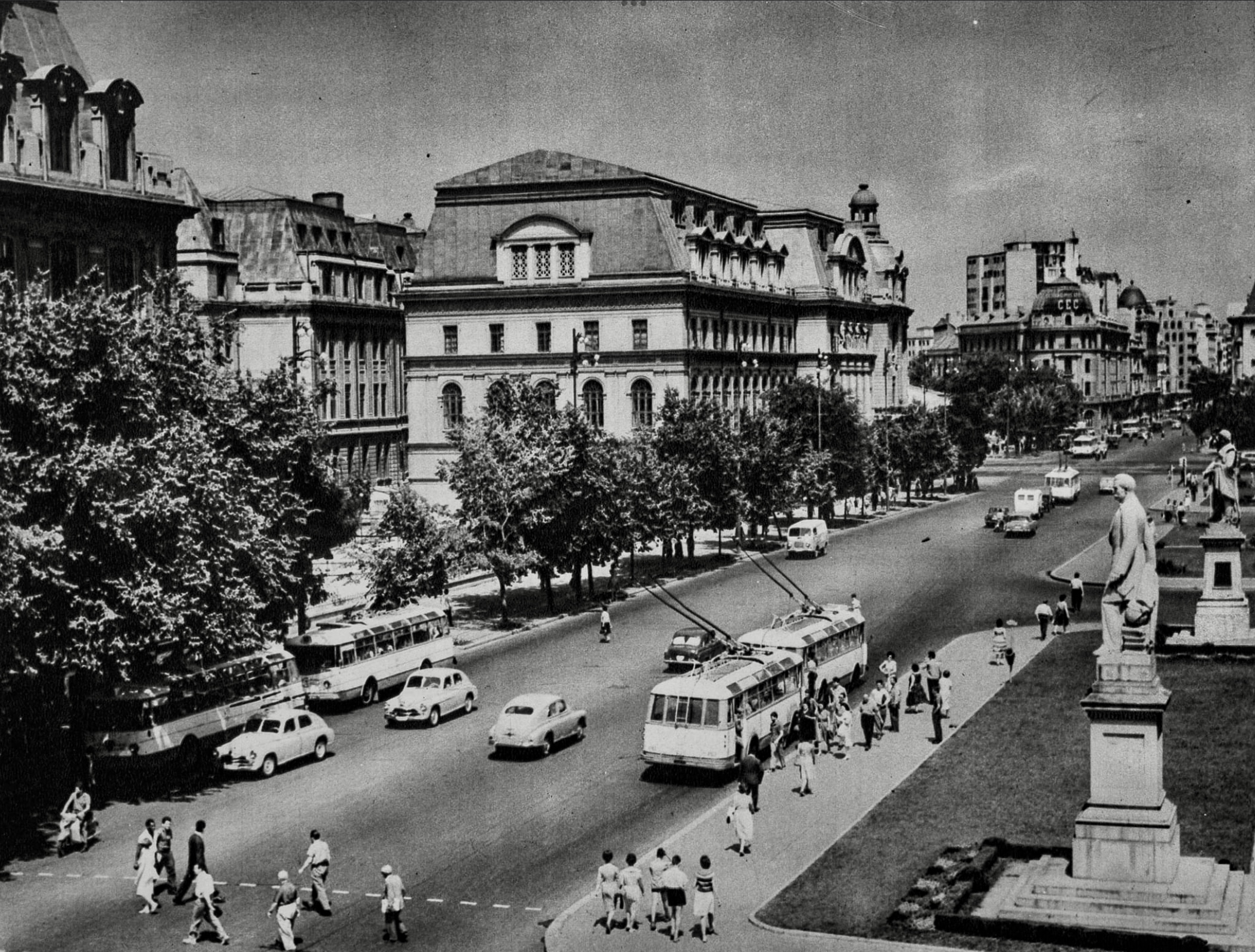
Hauptgebäude in 1964
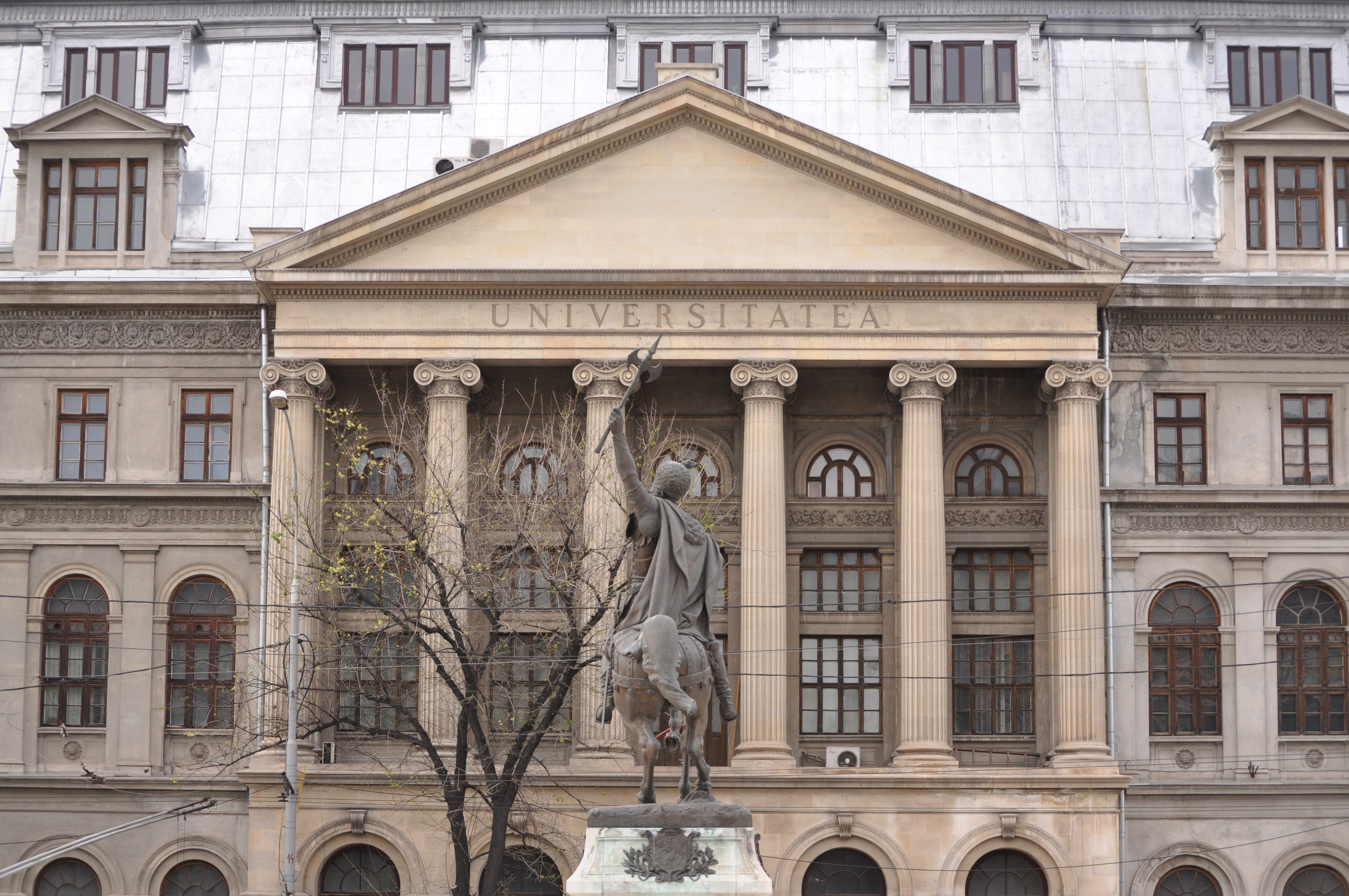
Hauptgebäude heute
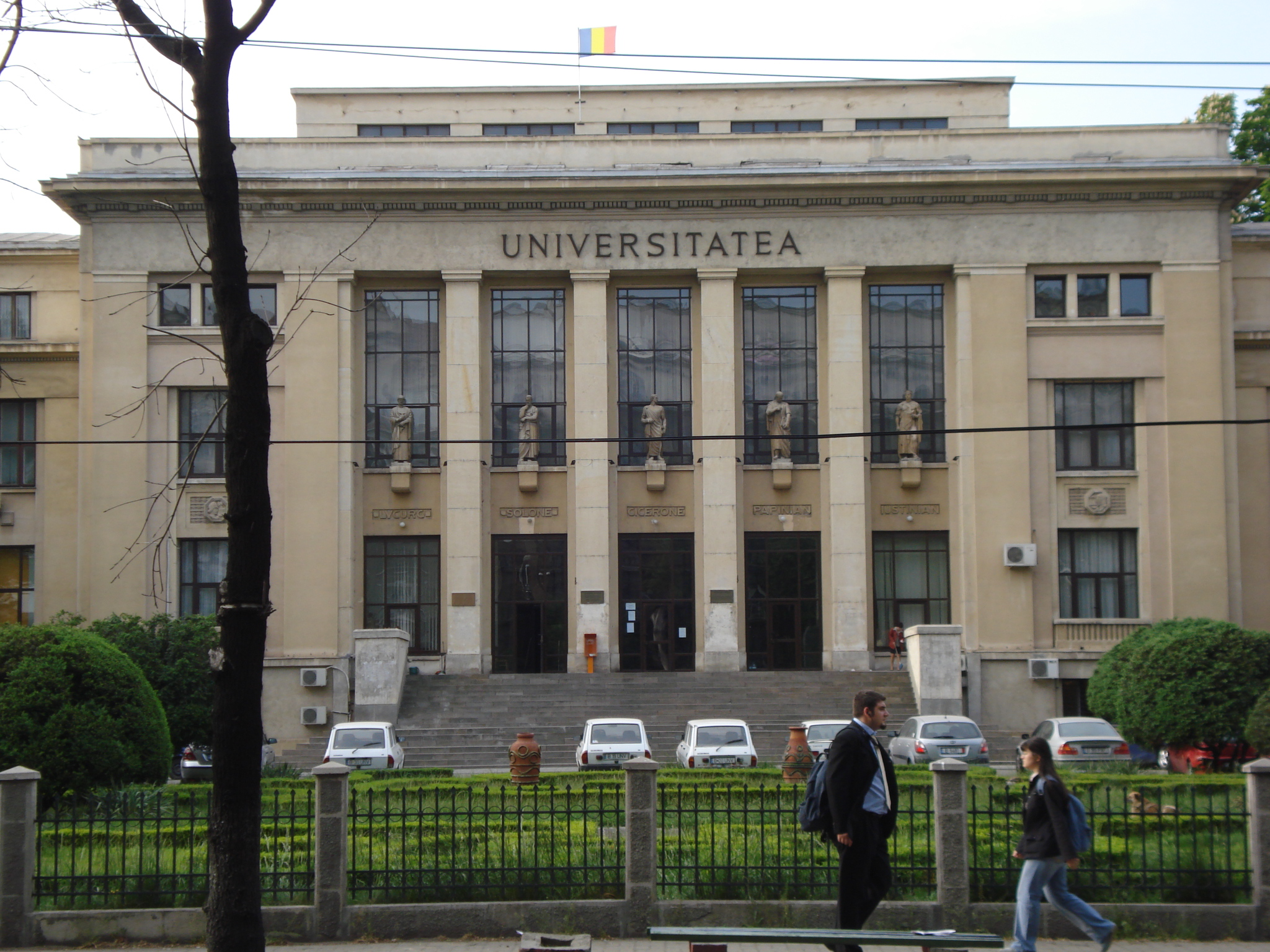
Rektorat
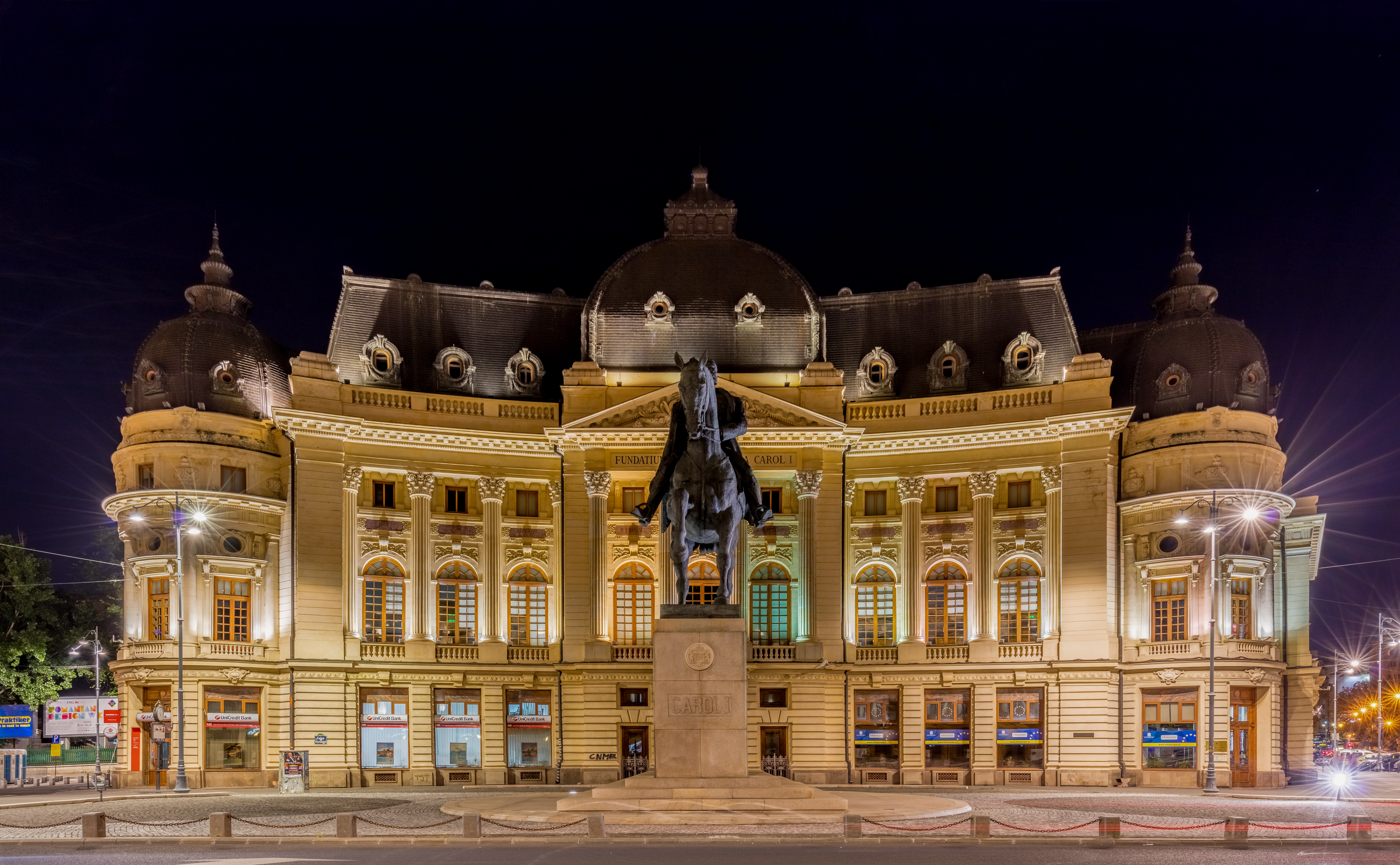
Universitätsbibliothek am Universitätsplatz
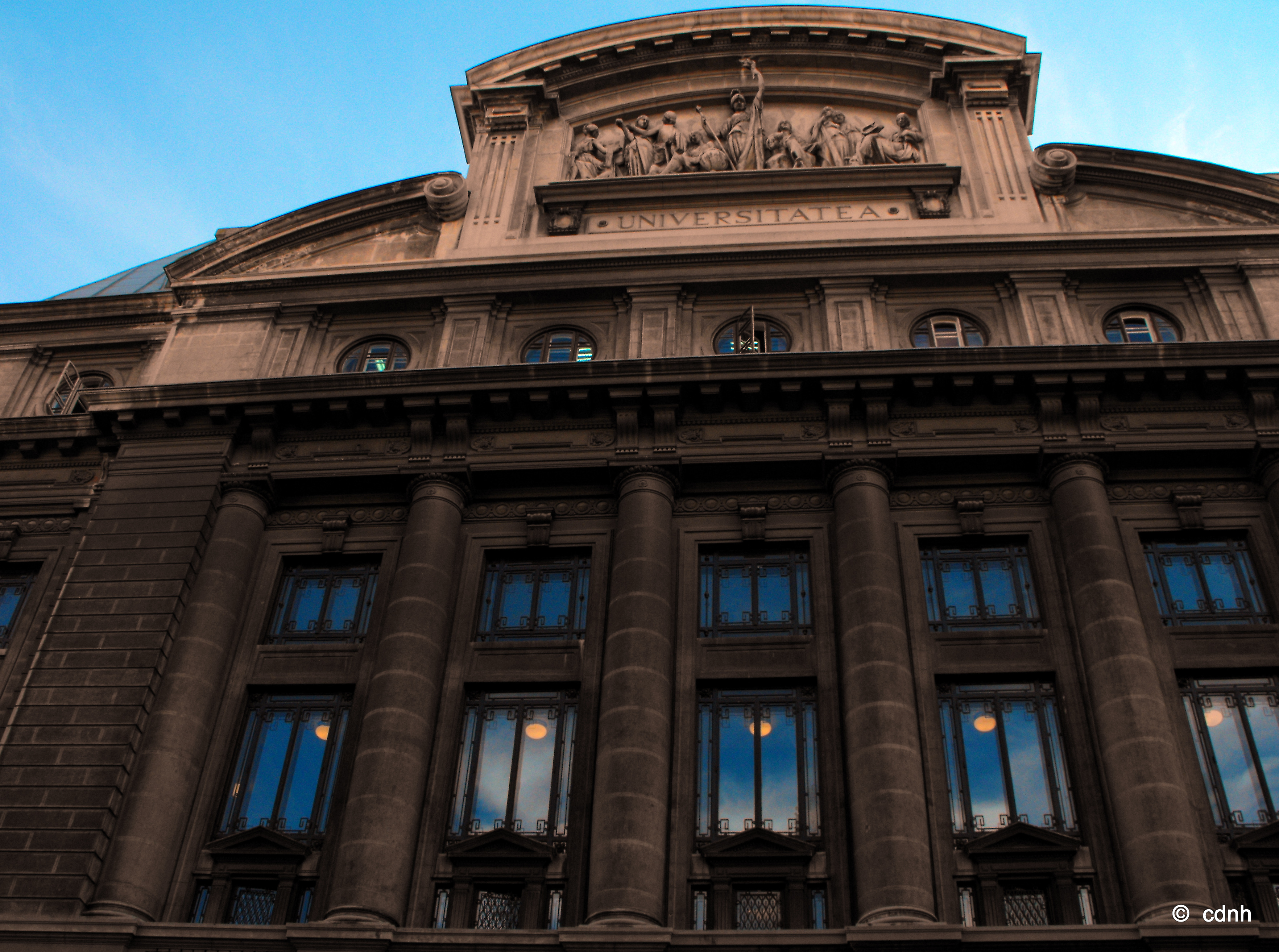
Die Fenster der Universität Bukarest